# معركة مقديشو (نوفمبر 2007)
معركة مقديشو الثالثة جرت في نوفمبر 2007، وهي عبارة عن سلسلة من المواجهات في مقديشو العاصمة الصومالية، قُتل فيها 91 شخصًا، معظمهم من المدنيين الذين قتلتهم القوات الإثيوبية. تسمى المعركة بالمعركة الثالثة لتمييزها عن المعارك التسعة الكبرى في مقديشو خلال عقود الحرب الأهلية الصومالية الطويلة.

## انتهاكات قوانين الحرب
أعربت اليونيسف عن قلقها إزاء العدد المتزايد لحالات الاغتصاب في العاصمة مقديشو، وقال ممثل الصومال إن «العنف الجنسي والاغتصاب جزء من اللعبة الآن». وقال أيضًا أن جرائم الاغتصاب ارتكبتها بشكل رئيسي الميليشيات الحكومية وحلفاؤها الإثيوبيون. واتُهمت القوات الإثيوبية بعمليات اغتصاب عديدة للمدنيين في الصومال، وهو انتهاك لحقوق الإنسان.
ووفقًا للأمم المتحدة نزح حوالي 200.000 شخص في أسبوعين بعد بدء المعركة، مع فرار 600.000 أو حوالي 60٪ من سكان مقديشو بشكل عام منذ فبراير. تدعي جماعة إلماند الحقوقية الصومالية أنها تحققت من مقتل ما يقرب من 6000 مدني في مقديشو وحدها، وفرار 700 ألف شخص.